# Sunday, Bloody Sunday
Sunday, Bloody Sunday (conocida en España y Argentina como Domingo maldito domingo) es una película dramática británica de 1971 dirigida por John Schlesinger, escrita por Penelope Gilliatt y protagonizada por Glenda Jackson, Peter Finch, Murray Head y Peggy Ashcroft. Cuenta la historia de un joven artista bisexual de espíritu libre (interpretado por Head) y sus relaciones simultáneas con una consultora de reclutamiento (Jackson) y con un médico judío homosexual (Finch).
Distribuida por United Artists, se estrenó el 1 de julio de 1971. Aunque fue un fracaso de taquilla, recibió elogios de la crítica en muchas regiones de los Estados Unidos. En particular, se elogiaron la dirección de Schlesinger, las actuaciones del elenco (particularmente de Finch y Jackson) y el guion.
Recibió importantes elogios por su descripción positiva de la homosexualidad, lo que la distingue de la película anterior de Schlesinger, Midnight Cowboy (1969), que retrataba a los hombres homosexuales como seres alienados que se odiaban a sí mismos, y también de otras películas del mismo tema de esa época, como The Boys in the Band (1970), de William Friedkin, y Algunos de mis mejores amigos son ... (1971), de Mervyn Nelson.

## Sinopsis
Álex y el doctor Hirsh mantienen una aventura con la misma persona al mismo tiempo. Se trata del escultor británico Bob Elkin, quien sale con los dos sin ningún tipo de reparo. Los dos amantes conocen la existencia el uno del otro, pero viven como si fueran completos desconocidos por miedo a perder a Bob. No puede considerarse que sea una relación poliamorosa, pues no hay un acuerdo consensuado entre los involucrados.

## Reparto
- Peter Finch como Dr. Daniel Hirsh
- Glenda Jackson como Álex Greville
- Murray Head como Bob Elkin
- Peggy Ashcroft como Mrs. Greville
- Tony Britton como George Harding
- Maurice Denham como Mr. Greville
- Bessie Love
- Vivian Pickles como Alva Hodson
- Frank Windsor como Bill Hodson
- Thomas Baptiste como el Professor Johns
- Richard Pearson
- June Brown
- Hannah Norbert como la madre de Danielk
- Harold Goldblatt como el padre de Daniel
- Russell Lewis como Timothy Hodson
- Marie Burke como la tía Astrid
- Caroline Blakiston
- Peter Halliday
- Jon Finch

## Premios y nominaciones
| Premio             | Categoría                 | Nominado/a                                   | Resultado |
| ------------------ | ------------------------- | -------------------------------------------- | --------- |
| Premios Oscar      | Mejor Director            | John Schlesinger                             | Nominado  |
| Premios Oscar      | Mejor Actor               | Peter Finch                                  | Nominado  |
| Premios Oscar      | Mejor Actriz              | Glenda Jackson                               | Nominada  |
| Premios Oscar      | Mejor Guion Original      | Penelope Gilliatt                            | Nominada  |
| Premios BAFTA      | Mejor Película            | John Schlesinger                             | Ganador   |
| Premios BAFTA      | Mejor Director            | John Schlesinger                             | Ganador   |
| Premios BAFTA      | Mejor Actor               | Peter Finch                                  | Ganador   |
| Premios BAFTA      | Mejor Actriz              | Glenda Jackson                               | Ganadora  |
| Premios BAFTA      | Mejor Guion               | Penelope Gilliatt                            | Nominada  |
| Premios BAFTA      | Mejor fotografía          | Billy Williams                               | Nominado  |
| Premios BAFTA      | Mejor Montaje             | Richard Marden                               | Ganador   |
| Premios BAFTA      | Mejor Sonido              | David Campling, Simon Kaye y Gerry Humphreys | Ganadores |
| David di Donatello | Mejor Director extranjero | John Schlesinger                             | Ganador   |